# Cosmophasis cypria
Cosmophasis cypria là một loài nhện trong họ Salticidae.
Loài này thuộc chi Cosmophasis. Cosmophasis cypria được Tord Tamerlan Teodor Thorell miêu tả năm 1890.